# Lithophane merckii
Lithophane merckii is een vlinder uit de familie uilen (Noctuidae). De wetenschappelijke naam is voor het eerst geldig gepubliceerd in 1832 door Jules Pierre Rambur als Xylina merckii.
De soort komt voor in Europa.